# Aska härad
Aska härad var ett härad i Östergötland. Området motsvaras idag av en del av Vadstena kommun och en del av Motala kommun. Arealen mätte 323 km², varav land 310 och befolkningen uppgick 1920 till 14 580 invånare.
Aska härad nämns första gången 6 juli 1293 i samband med att Kristina Johansdotter (Elofssönernas ätt) upprättade ett testamente som bland annat berörde Sörby gård i Aska härad, asscahered (latin).

## Tingsplatser
Wilhelm Tham uppger i sin beskrivning av Östergötland att vid Sjökumla "fordom ha stått ett kapell, som sedermera varit begagnadt till tingsplats" och att den stora högen i Aska by, Askahögen i Hagebyhöga socken, "förmenas ha varit häradets tingsplats" en gång i tiden.
År 1370 var Sjökumla i Kälvestens socken (Västra Stenby socken) söder om Motala tingsplats. Efter några år flyttades tinget till Motala. Det skedde sannolikt senast 1373 eftersom Motala redan 3 januari 1374 fungerade som tingsplats. Häradshövding var både 1370 och 1374 Elof Djäken i Grepstad i Västra Stenby socken. Elof Ingemarsson Djäken nämns sista gången som häradshövding i Aska härad 1392.
Sedan den 1607–1611 uppförda kungsgården Motala hus i Motala, där häradstinget hållits sedan 1610, förfallit flyttades tinget 1644 (se nedan) till Sjökumla som tjänade som tingsplats innan häradsrätten 1673 flyttade tillbaka till de upprustade lokalerna i Motala hus.
Enligt ortnamnsforskaren Thorsten Andersson föreligger följande tidiga tingsplatser i Aska härad:
- A. Kända genom medeltida diplom:
- Sjökumla, Kälvestens socken 1370
- Motala 1374–1515 (och 1519)

- B. Kända enligt häradets domböcker:
- Motala 1596–1643
- Sjökumla 1644–1672
- Motala 1673–

## Mest kända rättsfallet - Jösse Eriksson
Den danske fogden Jösse Eriksson väckte djupt missnöje bland bönderna och betecknas därför vanligen som "bondeplågare". Bönderna i Aska härad bröt sig in i Vadstena kloster dit Eriksson tagit sin tillflykt och förde honom till tinget i Motala där han dömdes till döden och halshöggs 9 december 1436. 

## Geografi
Det mellersta häradsområdet präglas av Motala ströms vackra dalgång från Vättern till Boren. Norr därom vidtar en kuperad trakt, som längst i öster och nordöst är bergig och skogrik.
Aska härads område genomkorsas av Göta kanal samt av järnvägen Hallsberg - Motala - Mjölby. Historiskt gick Mellersta Östergötlands järnväg samt Vadstena-Fågelsta Järnväg genom häradet.

### Socknar
Aska härad omfattade följande socknar: 
I Motala kommun
- Motala socken uppgick 1948 med sista delen i Motala stad vilken tidigare utbrutits
- Vinnerstads socken uppgick 1948 i Motala stad
- Västra Ny socken (före 1937 även del i Sundbo härad)
- Asks socken
- Varvs socken
- Styra socken
- Västra Stenby socken som före 1813 hette Kälvestens socken (införlivade 1813 Stens socken)
- Fivelstads socken
- Kristbergs socken (del av fram till 1893, bland annat Karlsby)
- Ekebyborna socken (del av fram till 1890, bland annat Ulvåsa)
- (Stens socken uppgick 1813 i Västra Stenby socken)

I Vadstena kommun
- Hagebyhöga socken
- Orlunda socken

Motala stad bildades 1881 och hade egen jurisdiktion med en rådhusrätt till 1971 då den uppgick i Motala tingsrätt.

### Aska härad under 1500-talet
Under 1500-talet var Aska härad indelat i fyra fjärdingar och betydligt större än vad det senare kom att vara. År 1544 omfattade det, förutom de ovan nämnda socknarna, hela Kristbergs och Ekebyborna socknar samt Godegårds socken i norr och i söder Sankt Per, Klåstad, Vadstena, Nässja, Örberga, Strå, Herrestad, Hov, Bjälbo, Skänninge och Allhelgona socknar.

## Län, fögderier, tingslag, domsagor och tingsrätter
Socknarna ingick i Östergötlands län. Församlingarna tillhör(de) Linköpings stift.

### Fögderi
Häradets socknar hörde till följande fögderier:
- 1720–1899 Lysings, Dals och Aska fögderi
- 1900–1917 Aska, Dals och Bobergs fögderi
- 1918–1990 Motala fögderi, dock ej mellan 1952 och 1967 för Aska och Västra Stenby socknar, ej mellan 1948 och 1967 för Styra och Varvs socknar och ej mellan 1946 och 1966 för Orlunda, Fivelstads och Hagelbyhöga socken
- 1946–1966 Vadstena fögderi för Hagelbyhöga, Orlunda och Fivelstads socken, från 1948 för Styra och Varvs socknar, från 1952 för Aska och Västra Stenby socknar

### Tingslag, domsagor och tingsrätter
Häradets socknar tillhörde följande tingslag, domsagor och tingsrätter:
- 1680–1907 (31 augusti) Aska tingslag i 
  - 1680–1707 Lysings (till 1692), Dals och Aska härader domsaga
  - 1708–1746 Aska och Göstrings häraders domsaga
  - 1747–1762 Göstrings, Lysings, Dals och Aska härader domsaga
  - 1763–1849 Aska och Göstrings häraders domsaga
  - 1850–1970 Aska, Dals och Bobergs domsaga
- 1 september 1907-1970 Aska, Dals och Bobergs domsagas tingslag i Aska, Dals och Bobergs domsaga

- 1971–2002 Motala tingsrätt och domsaga
- 2002– Linköpings tingsrätt och domsaga

## Häradshövdingar
| Ämbetstid | Namn                              | Levandsperiod |
| --------- | --------------------------------- | ------------- |
| 1370      | Karl Ulfsson till Ulvåsa          | –1372         |
| 1381–1383 | Karl Karlsson (Ulvåsaätten)       | –1398         |
| 1399–1409 | Sten Lalesson (Sten Lalasons ätt) |               |
| 1414      | Karl Stensson (Sten Lalasons ätt) |               |
| 1436–1452 | Peder Larsson (pil)               |               |
| 1458–1471 | Joen Larsson (Stolpe)             |               |
| 1472–1492 | Jöns Andersson                    |               |
| 1508      | Jöns Larsson                      |               |
| 1512–1515 | Bengt Pedersson "Långe Bengt"     |               |
| 1515      | Måns Gadh                         |               |
| 1519–1525 | Bengt Knutsson Ulv                |               |
| 1531      | Peder Bengtsson Svenske           | –1535         |
| 1535–     | Christer Larsson (Siöblad)        |               |
| 1553–1562 | Jakob Turesson (Rosengren)        | –1571         |
| 1568–1573 | Nils Jacobsköld                   | 1530–1610     |
| 1613–1623 | Peder Månsson Utter               | 1566–1623     |
| 1623–1628 | Gorgontus Gyllenanckar            | –1628         |
| 1641–1648 | Olof Lovisinius                   | –1648         |
| 1649–1652 | Daniel Behmer                     | 1611–1669     |
| 1680–1689 | Gustaf Banér                      |               |